# Knínice (Libouchec)
Knínice (německy Kninitz) je malá vesnice, část obce Libouchec v okrese Ústí nad Labem v Ústeckém kraji. Nachází se asi čtyři kilometry jihozápadně od Libouchce. Knínice leží v katastrálním území Knínice u Libouchce o rozloze 6,04 km². V katastrálním území Knínice u Libouchce leží i Žďárek.

## Název
Název Knínice pochází ze staročeského slova knieni, což znamená kněžna, tedy „ves patřící manželce knížete“, „ves lidí kněžniních“. Od roku 1228 zde existovala celnice a místní obyvatelé vybírali clo pro manželku pražského knížete.

## Historie
První písemná zmínka pochází z roku 1169 (podle jiného zdroje však až z roku 1376), kdy je vesnice zmíněna jako majetek johanitů. Sloužila též jako celní místo na staré Solní stezce. Od roku 1376 spadaly Knínice z třetiny pod panství Střekov a ze dvou třetin pod panství Krupka. V letech 1580 až 1848 byla součástí Všebořic. Od roku 1637 zde byly vedeny soudní knihy. Vesnice byla několikrát zničena v různých válečných konfliktech v průběhu 17.–19. století. Během třicetileté války (1618–1648) došlo k jejímu vypálení hned třikrát, a těžce poničena byla jak za sedmileté války (1756–1763), tak za napoleonských válek (1803–1815). Požár zdevastoval Knínice i v roce 1836, kdy jej přečkalo pouze pět domů. Po několik století si místní vydělávali poskytováním koňské přípřeže do strmého kopce v průsmyku. V roce 1869 až 1930 byly samostatnou obcí.
V důsledku Mnichovské dohody se Knínice a celé Sudety staly počátkem října 1938 součástí nacistického Německa a od dubna 1939 byly v jeho rámci součástí říšské župy Sudety. Po skončení druhé světové války došlo k vysídlení místního, do té doby většinového, německého obyvatelstva. Noví osídlenci byli především reemigranti z Francie, a v obci se tak po určitou dobu hovořilo převážně francouzsky. V roce 1950 se Knínice staly osadou obce Žďár a následně v letech 1961 až 1976 byly částí této obce. Od roku 1976 jde o část obce Libouchec.

## Přírodní poměry
Knínice jsou částí obce Libouchec, nacházející se v okrese Ústí nad Labem v Ústeckém kraji. Jejich základní sídelní jednotkou jsou Knínice.
Katastrální území Knínic u Libouchce se rozkládá na ploše 6,03 km². Od severu (po směru hodinových ručiček) sousedí s katastrálními územími Nakléřov, Libouchec, Malé Chvojno, Žďár u Velkého Chvojna, Strážky u Habrovic, Dělouš, Varvažov u Telnice a Telnice.

### Reliéf
Z geomorfologického hlediska jsou Knínice součástí Krušnohorské subprovincie, kde se nachází na pomezí celků Krušné hory a Mostecká pánev, podcelků Loučenská hornatina, respektive Chomutovsko-teplická pánev, v jejichž rámci spadají pod geomorfologické okrsky Nakléřovská hornatina, respektive Libouchecká brázda. Reliéf území je značně členitý a strmý. Nejvyšším bodem je se 676 metry svah pod Nakléřovskou výšinou, zatímco nejnižším je se 380 metry jižní hranice při železniční trati č. 132.
Zdejší půda na úpatí hor je podzolová, díky čemuž je méně vhodná pro obdělávání. Z toho důvodu byly postupně knínické svahy spíše využívány jako pastviny a louky.

### Podnebí
Území Knínic se dle Quittovy klimatické klasifikace řadí do tří různých oblastí. Jihozápadní část je součástí mírně teplé oblasti MT4, severovýchodní charakterizuje mírně teplá oblast MT2 a úzký pruh směrem na Nakléřovský průsmyk náleží do chladné oblasti CH7. Pro oblast MT4 jsou typická krátká mírně suchá léta, mírná jara a podzimy a normálně dlouhá mírně teplá a suchá zima s krátkým trváním sněhové pokrývky. Oblast MT2 je charakteristická krátkými, mírnými a mírně vlhkými léty, mírnými jary a podzimy a normálně dlouhými mírnými a suchými zimami s krátkým trváním sněhové pokrývky. Pro poslední zmíněnou oblast CH7 jsou typická krátká, mírně chladná a vlhká léta. Jara a podzimy jsou dlouhé s velkým podílem srážek, a dlouhé jsou i zimy, během nichž je po značnou část zem pokryta sněhovou pokrývkou.

### Flora a fauna
Dle biogeografického členění ČR náleží Knínice do hercynské podprovincie, v níž se nachází na pomezí Krušnohorského, Mosteckého a Verneřického bioregionu. Z botanického hlediska leží území na pomezí fytogeografických oblastí mezofytikum a termofytikum. Většina Knínic spadá v rámci mezofytika do okrsků Krušnohorské podhůři vlastní (25a) a Libochovická plošina (25b). Zbývající část je v rámci termofytika součástí okrsku Podkrušnohorské pánve (3).

### Ochrana životního prostředí
Krátký úsek jižní hranice katastrálního území Knínic vede podél hranice chráněné krajinné oblasti České středohoří. Ta byla vyhlášena 19. března 1976 výnosem ministerstva kultury ČSR na ploše 1063 km2 k „ochraně typického pohoří, tvořeného třetihorními vyvřelinami s řadou významných ekosystémů a velkou druhovou rozmanitostí.“ Většina území, s výjimkou vlastních Knínic a okolí dálnice D8, je součástí evropsky významné lokality Východní Krušnohoří. Severozápadně od centra vesnice roste památný strom lípa velkolistá (Tilia platyphyllos), chráněný od roku 1996.

## Obyvatelstvo
Při sčítání lidu v roce 1921 ve vsi žilo 200 obyvatel (z toho 91 mužů), z nichž bylo devět Čechoslováků, 189 Němců a dva cizinci. Kromě dvou evangelíků byli římskými katolíky. Podle sčítání lidu z roku 1930 měla vesnice 228 obyvatel: dva Čechoslováky, 224 Němců a dva cizince. Až na jednoho evangelíka se hlásili k římskokatolické církvi.
Podle sčítání lidu z roku 2011 v Knínicích žilo 48 obyvatel, z toho 28 mužů a 20 žen. Věková skupiny mladších 14 let byla zastoupena 3 obyvateli a skupinu starších 65 let tvořilo 6 obyvatel. Podle stejného censu bylo 21 obyvatel ekonomicky aktivních a 9 z nich vyjíždělo za prací mimo Libouchec. Podle odvětví ekonomické činnosti pracovalo 0 obyvatel v priméru (zemědělství, lesnictví, rybolov), 4 v sekundéru (průmysl a stavebnictví) a 17 v terciéru (služby).
| Rok            | 1869 | 1880 | 1890 | 1900 | 1910 | 1921 | 1930 | 1950 | 1961 | 1970 | 1980 | 1991 | 2001 | 2011 | 2021 |
| -------------- | ---- | ---- | ---- | ---- | ---- | ---- | ---- | ---- | ---- | ---- | ---- | ---- | ---- | ---- | ---- |
| Počet obyvatel | 255  | 266  | 230  | 204  | 199  | 200  | 228  | 59   | 71   | 62   | 24   | 19   | 29   | 48   | 56   |
| Počet domů     | 45   | 47   | 47   | 47   | 47   | 47   | 47   | 45   | 24   | 14   | 10   | 12   | 12   | 18   | 18   |

## Infrastruktura
Knínice jsou vybaveny veřejným osvětlením, vodovodem, kanalizací a jsou plynofikovány.

### Doprava
Územím Knínic prochází několik významných silničních komunikací. Jde o dálnici D8, která vesnici míjí z jihu. Částečně je vedena po estakádě a tunelem. V jižní části území je exit č. 80, kde se dálnice napojuje na silnici první třídy I/13 z Habartic do Karlových Varů, vedoucí katastrálním územím od jihozápadu na severovýchod. Na východní hranici se na komunikaci napojuje silnice druhé třídy II/258. K Nakléřovskému průsmyku dále stoupá silnice druhé třídy II/248 z Telnice do Petrovic.

## Sport
Podél severní hranice katastrálního území vede modrá turistická značka ze Zadní Telnice do Malého Chvojna. Dále tudy vede cyklistická trasa č. 3066 z Nakléřova do Ploskovic.

## Pamětihodnosti
V Knínicích se nachází dvě kulturní památky. Jsou jimi kaple, stojící u silnice na Telnici a Petrovice, a čtyři smírčí kříže u pomníku padlých.